# 런 (크리켓)
런(run)은 크리켓에서 사용되는 점수의 기본 단위이다. 런은 배트맨에 의해 획득되며, 배트맨이 획득한 런(엑스트라)은 팀의 총 점수에 합산된다. 50런(‘하프 센츄리’), 100런(‘1 센츄리’ 혹은 ‘1 톤’) 또는 그 이상의 50배수 런은 특히 더 의미있는 기록으로 간주된다. 더불어 팀의 총 점수가 50배수 런을 넘는 것 또한 의미있는 점수로 간주되어 해당 점수가 넘을 경우 팀의 선수들은 이를 자축하는 세레머니를 펼친다.
런의 득점과 관련한 규정은 크리켓 규정 제18항에 대부분 포함되어 있다.

## 참조
1. ↑  “Law 18 Scoring runs”. 버디 크리켓 클럽. 2008년 10월 9일에 원본 문서에서 보존된 문서. 2008년 9월 30일에 확인함.